# Roberto Bonomi
Roberto Wenceslao Bonomi Oliva (Buenos Aires, 30 de setembro de 1919 – Buenos Aires, 10 de janeiro de 1992) foi um automobilista argentino que participou do Grande Prêmio da Argentina de 1960.

## Resultados
| Ano  | Nome Oficial da Equipe | Chassis    | Motor        | 1      | 2   | 3   | 4   | 5   | 6   | 7   | 8   | 9   | 10  | Pontos | Posição  |
| ---- | ---------------------- | ---------- | ------------ | ------ | --- | --- | --- | --- | --- | --- | --- | --- | --- | ------ | -------- |
| 1960 | Scuderia Centro Sud    | Cooper T51 | Maserati L-4 | ARG 11 | MON | 500 | NED | BEL | FRA | GBR | POR | ITA | USA | 0      | NC (47º) |